# Узенёва, Елена Семёновна
Елена Семёновна Узенёва (род. 11 апреля 1968, Москва) — российский лингвист, фольклорист и этнолог, кандидат филологических наук, профессор, заместитель директора по научно-организационной работе — учёный секретарь Института славяноведения Российской академии наук, руководитель Научно-образовательного центра славистических исследований.

## Биография
Родилась 11 апреля 1968 года в Москве. В 1991 году окончила отделения славянской филологии филологического факультета МГУ и болгарской филологии факультета славянских филологий Софийского университета, на которых обучалась параллельно, затем — аспирантуру Института славяноведения, получая научную стипендию им. Е. Р. Дашковой. В 2001 году защитила в Институте славяноведения кандидатскую диссертацию «Терминология болгарского свадебного обряда в этнолингвистическом освещении».
Языковед-славист, специалист по болгарскому и карпато-балканскому языкознанию. С 1998 года ведёт полевые исследования народной культуры в Болгарии, Сербии, Македонии, Украины, Словакии, Боснии; руководит и участвует в нескольких российско-болгарских, российско-словацких и российско-польских, российско-чешских проектах, член коллектива этнолингвистического пятитомного словаря «Славянские древности», ответственный редактор серийного издания Института славяноведения РАН, ежегодника «Славянский мир в третьем тысячелетии», член редколлегии журнала «Славянский альманах», член комиссии по изучению старообрядчества при Международном комитете славистов. Е. С. Узенёва — член международной редколлегии (2005–2009) журнала «Гласник Етнографског института САНУ» (Белград), с 2009 года — научных журналов «Etnologica Slovaka» (Словакия), «Studia Slavica Opole-Ostrava» (Чехия-Польша), с 2014 года — журнала «Българска реч» (София, Болгария), с 2017 г. — журналов «Slavica Slovaca» (Братислава, Словакия) и «Български език» (София, Болгария).
С 2004 года преподавала на Факультете филологии Государственной академии славянской культуры (ГАСК) как доцент, с 2006 г. — профессор, с 2013 г. — зав. кафедры славянских языков и культур.
В 2016—2018 — заведующая кафедры общей и славянской филологии Института славянской культуры Российского государственного университета им. А. Н. Косыгина.
Читает курсы лекций по дисциплинам: «Введение в славянскую филологию», «Фольклор и этнография славянских народов», «Сравнительная грамматика славянских языков», «Методика преподавания славянского языка», «Этнолингвистика», «Болгарский язык» и др.
Автор более 212 публикаций — статей, рецензий, сборников и коллективных монографий. Публиковалась в Болгарии, Македонии, Сербии, Боснии и Герцеговине, Словении, Хорватии, Словакии, Польше, Румынии, Германии, Франции, Великобритании, Китае.

## Награды
- Медаль Серафима Саровского (Государственная академия славянской культуры) — 2007 г.;
- Медаль равноапостольных Кирилла и Мефодия (Славянский фонд России) — 2010 г.;
- Золотая медаль Института болгарского языка имени Любомира Андрейчина при Болгарской академии наук (Болгария) — 2011 г.;
- Благодарность (Правительство Бурятии) 2015 г. — «за вклад в сохранение, пропаганду и развитие традиционной культуры старообрядцев».

## Основные публикации
- Болгарская свадьба: этнолингвистическое исследование. М., 2010.
- Piec i ognisko w słowiańskich obrzędach weselnych // Dom w języku i kulturze: Materiały z konferencji. Szczecin, 1997.
- «Бъчва без дъно…»: (к символике девственности в болгарском свадебном обряде) // Кодови словенских култура. Београд, 1999. Бр. 4.
- Магия строительства в славянской традиции // Живая старина. 2000. № 2.
- Имя собственное у болгар: гендерный аспект // Доклады Второй международной конференции «Гендер: язык, культура, коммуникация», Москва, 22—23 ноября 2001 г. М., 2002.
- «Мужское» и «женское» в языке и ритуале (по материалам свадебной обрядности балканских славян) // Wiener slawistischer Almanach. Wien, 2002. Sonderband 55. Gender-Forschung in der Slawistik: Beiträge der Konferenz Gender-Sprache-Kommunikation-Kultur, 28. April bis 1. Mai 2001.
- Терминология народной культуры села Гега в контексте смежных балканских говоров // Материалы Международной научной конференции «Актуальные вопросы балканского языкознания», Санкт-Петербург, 29–30 мая 2001 г. СПб., 2003.
- Репрезентация на джендърна идентичност в българските пословици // Проблеми на българския фолклор. Т. 10. Фолклор-Идентичност-Съвременност. София, 2005.
- Соотношение хрононима и легенды (праздник св. Трифона в ареальной перспективе) // Славянский и балканский фольклор. Семантика и прагматика текста. М., 2006.
- Лексика народной культуры трех сел Северной Болгарии // Исследования по славянской диалектологии. Вып. 12. Ареальные аспекты изучения славянской лексики. М., 2006.
- Современное состояние говора и традиционной культуры с. Бело Блато, Банат // Българските острови на Балканите. София, 2007.
- Ареальное членение болгарского и македонского языков по данным свадебной терминологии // XIV Международный съезд славистов. Доклады российской делегации. М., 2008.
- Этнолингвистические материалы с юго-западной Украины (с. Устерики, Верховинский район, Ивано-Франковская область) // Карпато-балканский диалектный ландшафт: язык и культура. Памяти г. П. Клепиковой. М., 2008.
- Обряды семейного цикла староверов Болгарии // Русские старообрядцы. Язык, культура, история. Сборник статей к XIV Международному съезду славистов. М., 2008.
- Свадебная обрядность старообрядцев Юго-Восточной Европы: архаика и заимствования // Доклады российских ученых. X Конгресс по изучению стран Юго-Восточной Европы (Париж, 24—26 сентября 2009 г.). СПб., 2009.
- Этнолингвистические аспекты традиционной культуры Центральной и Юго-Восточной Европы: карпато-балканские параллели // Association internationale d'études du Sud-Est européen. Revue. 35–39. 2005–2009. Bucureşti, 2009.
- Терминология родства в словаре болгарской свадьбы // Категория родства в языке и культуре. М., 2009.
- Региональные особенности традиционной культуры Закарпатья: свадебный обряд // Славянский мир в третьем тысячелетии 2010. Славянские народы: векторы взаимодействия в Центральной, Восточной и Юго-Восточной Европе. М., 2010.
- Атропоцентризм в терминологии одежды болгар // Антропоцентризм в языке и культуре. М.: Индрик, 2017. С. 211–226.
- "Русский" остров на диалектной карте Болгарии // Балканско езикознание. LVI (2017), № 1. С. 19-33[3].